# Lepidocolaptes duidae
A Lepidocolaptes duidae a madarak (Aves) osztályának verébalakúak (Passeriformes) rendjébe, valamint a fazekasmadár-félék (Furnariidae) családjába tartozó faj.

## Rendszerezése
A fajt John Todd Zimmer amerikai ornitológus írta le 1934-ban, a Lepidocolaptes albolineatus alfajaként Lepidocolaptes albolineatus duidae néven. Egyes szervezetek, még mindig ide sorolják.

## Előfordulása
Dél-Amerika északi részén, Brazília, Kolumbia, Ecuador, Peru és Venezuela területén honos. Természetes élőhelyei a szubtrópusi vagy trópusi síkvidéki és hegyi esőerdők és mocsári erdők, valamint ültetvények és másodlagos erdők. Állandó, nem vonuló faj.

## Természetvédelmi helyzete
Az elterjedési területe rendkívül nagy, egyedszáma ugyan csökken, de még nem éri el a kritikus szintet. A Természetvédelmi Világszövetség Vörös listáján nem fenyegetett fajként szerepel.